# Ivan Lazjetjnikov
Ivan Ivanovitj Lazjetjnikov (ryska: Иван Иванович Лажечников), född 25 september (gamla stilen: 14 september) 1790 i Kolomna, död 7 juli (gamla stilen: 26 juni) 1869 i Moskva, var en rysk författare.
Lazjetjnikov deltog i fälttåget 1812, men lämnade den militära banan 1819 för den pedagogiska. Bland hans många, på sin tid mycket populära historiska romaner märks Poslědnyj Novik (Den siste Novik, 1832), i vilken han behandlade Johann Patkul och de svensk-ryska krigshändelserna i Livland under Karl XII, och Ledjanoj dom (Ispalatset, 1835; svensk översättning 1840 under titel "Kejsarinnan Annas gunstlingar"). Dessutom skrev han dramat "Kristian II och Gustav Vasa" (1841). Hans samlade verk utkom 1858 och 1884.